# Parabupares robustus
Parabupares robustus is een hooiwagen uit de familie Epedanidae.